# ماتیسا
ماتیسا (انگلیسی: Matisa) شرکت تولید صنعتی سوئیسی است، که در سال ۱۹۴۵ توسط کنستانتین اسفزو تأسیس شد.